# Frekvenstæller
En frekvenstæller er et digitalt måleinstrument, der består af 
- Tællere med tilhørende registre til midlertidig opbevaring af resultater.
- Et kredsløb til tidsstyring, som kan kontrollere tælleprocessen med veldefineret timing
- En ulineær forstærker eller komparator som kan gøre indgangssignalet "forståeligt" for instrumentets digitale dele uanset dette signals størrelse
- Brugergrænseflade med udlæsning
- En fælles strømforsyning

En frekvenstæller måler først og fremmest frekvensen af et signal, men kan som regel også foretage andre beslægtede målinger, gerne en eller flere af følgende:
- Forholdet mellem to signalers frekvens
- Periodetid for et signal
- Tidsforskel mellem 2 forskellige signaler
- Pulsbredde af et signal
- Antallet af impulser siden en startbegivenhed, f.eks. betjening af en nulstillings-knap eller et triggersignal.

Nøjagtigheden af en frekvenstæller bestemmes af den interne krystaloscillator eller en ekstern reference. Som ekstern reference kan f.eks. anvendes en GPS-disciplineret frekvensnormal, en rubidium frekvensnormal, en radiostyret frekvensnormal, eller en krystaloscillator, der er bedre end den interne. Valget af reference afhænger af brugerens krav til nøjagtighed og stabilitet (herunder ældning, temperaturafhængighed og korttidsstabilitet). Fabrikanter af frekvenstællere tilbyder ofte modeller med forskellige optioner for nøjagtighed og stabilitet af den interne frekvensreference. En ekstern reference anvendes som regel hvis der stilles særlige krav til nøjagtighed og stabilitet, eller hvis en ekstern reference i forvejen er til rådighed. Tidligere kunne man i Danmark anvende en såkaldt "Kalundborgmodtager" som radiostyret frekvensnormal, da senderfrekvensen siden 1971 blev bestemt af en rubidium frekvensnormal. Senderen skiftede frekvens fra 245 kHz til 243 kHz i 1982, hvorved tidligere "Kalundborgmodtagere" blev gjort ubrugelige. Senderen blev lukket 2007, men genåbnede 27. juni 2011. Som reference for radiostyrede frekvensnormaler har Kalundborgsenderen dog udspillet sin rolle.